# Walcaud
Walcaud fut évêque de Liège de 810 à 832.
Après la mort de Gerbald, évêque de Liège, le 18 octobre 810, Charlemagne désigna Walcaud comme son successeur.
Lors du 5e concile d'Aix-la-Chapelle en 817, Louis le Débonnaire, fils et successeur de Charlemagne, réunit les évêques, les abbés et les nobles qui approuvèrent un recueil pour régler les devoirs de la vie des chanoines dans les églises cathédrales et collégiales.
L'évêque Walcaud fit observer ce règlement dans les églises de Saint-Lambert à Liège, Notre-Dame à Tongres et dans les basiliques Notre-Dame et Saint-Servais à Maastricht.
À la demande de l'abbaye d'Andage, il y fit transférer le corps de saint Hubert qui avait été inhumé dans la crypte de l'église Saint-Pierre de Liège.